# فستوس آگو
فستوس آگو (انگلیسی: Festus Agu؛ زادهٔ ۱۳ مارس ۱۹۷۵) بازیکن فوتبال اهل نیجریه است که در پست مهاجم بازی می‌کند.